# Schwersieder

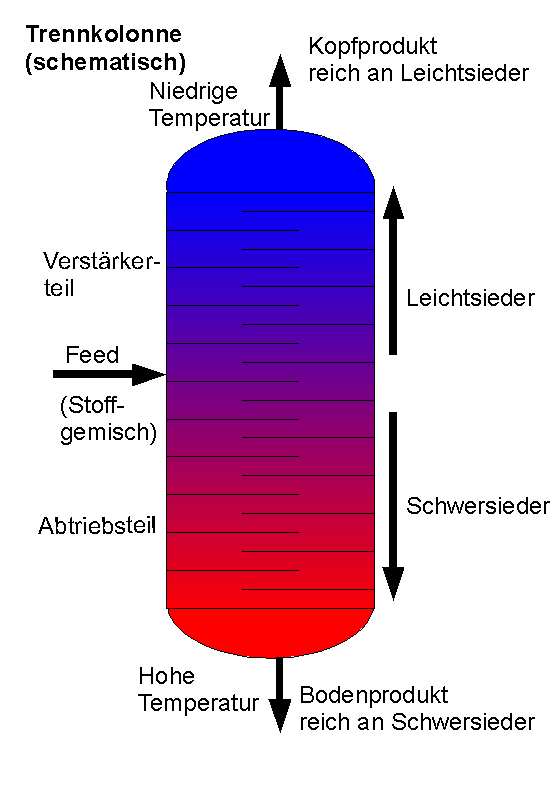
Schwersieder in einer Trennkolonne

Schwersieder nennt man den Stoff in einem Gemisch, dessen Dampfdruck niedriger und dessen Siedepunkt höher ist als die der anderen Komponenten im Gemisch.
Wichtig ist der Begriff in der chemischen Trenntechnik. In einer Trennkolonne kann der Schwersieder am Boden abgezogen werden.